# 北海道道340号栗丘幌向停車場線
北海道道340号栗丘幌向停車場線（ほっかいどうどう340ごう くりおかほろむいていしゃじょうせん）は、北海道岩見沢市内を結ぶ一般道道（北海道道）である。

## 概要

### 路線データ
- 起点：北海道岩見沢市栗沢町栗丘（国道234号交点）
- 終点：北海道岩見沢市幌向南1条2丁目（JR北海道 函館本線 幌向駅）
- 総延長：10.873 km
- 実延長：10.817 km
- 重用延長：0.056 km

### 道路管理者
- 空知総合振興局 札幌建設管理部 岩見沢出張所

## 歴史
- 1961年（昭和36年）3月31日 - 337号として路線認定[1]。
- 1994年（平成6年）10月1日 - 路線番号を340号に変更[2]。

## 路線状況

### 重複区間
- 国道12号（岩見沢市中幌向町 - 岩見沢市幌向南1条2丁目）

### 道路施設

#### 主な橋梁
- 清真布橋（100 m、清真布川、岩見沢市栗沢町北斗）
- 北斗橋（112 m、幌向川、岩見沢市栗沢町北斗 - 岩見沢市中幌向町）

## 地理

### 通過する自治体
- 空知総合振興局
  - 岩見沢市

### 交差する道路
岩見沢市
- 国道234号 - 栗沢町栗丘（起点）
- 北海道道274号栗沢南幌線 - 栗沢町岐阜
- 道央自動車道 - 栗沢町北斗（接続はしない）
- 北海道道1121号月形幌向線 - 中幌向町
- 国道12号 - 中幌向町、幌向南1条2丁目（重複）

### 沿線にある施設など
岩見沢市
- 岩見沢市立幌向小学校
- 岩見沢市立豊中学校
- JR北海道 函館本線 幌向駅